# Olds (Alberta)
Olds [əʊlds] ist eine Kleinstadt in Alberta, Kanada. Sie befindet sich etwa 90 Kilometer nördlich von Calgary in einem Präriegebiet in Sichtweite zu den Rocky Mountains.
Olds ist regional von Bedeutung, da es nach Airdrie die zweitgrößte Stadt zwischen Calgary und dem 150 km entfernten Red Deer ist. Die lokale Wirtschaft besteht, wie in großen Teilen Albertas, hauptsächlich aus Ölindustrie, Getreideanbau und Rinderzucht für den Export in die USA. In Olds befindet sich das Olds College, das speziell für den landwirtschaftlichen Sektor ausbildet. Es gibt eine im Verhältnis zur Bevölkerungszahl große Anzahl christlicher Kirchen mit aktiven Kirchengemeinden, was für die Region nicht ungewöhnlich ist.
Olds besteht als Ansiedlung seit 1890 und als eigenständige Stadt seit 1905. Der Name kommt von George Olds, einem Angestellten der Canadian Pacific Railway, der einige Zeit in der Ortschaft lebte.

## Söhne und Töchter der Stadt
- Jay Rosehill (* 1985), kanadischer Eishockeyspieler